# تشم كهريز
تشم كهريز هي قرية في مقاطعة لنجان، إيران. يقدر عدد سكانها بـ 279 نسمة بحسب إحصاء 2016.